# Ваттенс
Ваттенс (нім. Wattens) — ярмаркове містечко і громада округу Інсбрук-Ланд у землі Тіроль, Австрія.
Ваттенс лежить на висоті  564 м над рівнем моря і займає площу  10,8 км². Громада налічує 7689 мешканців. 
Густота населення 712/км².  
Ваттенс лежить у долині річки Інн на відстані 13 км на схід від Інсбрука. 
|                                  |
| Ваттенс на мапі округу та землі. |

 Адреса управління громади: Innsbrucker Str. 3, 6112 Wattens. 

## Демографія
Історична динаміка населення міста за даними сайту Statistik Austria

## Виноски
1. ↑  Dauersiedlungsraum der Gemeinden Politischen Bezirke und Bundesländer - Gebietsstand 1.1.2018 — Статистичне управління Австрії.
2. ↑  https://www.statistik.at/blickgem/blick1/g70367.pdf
3. ↑  www.wattens.com. Архів оригіналу за 9 травня 2022. Процитовано 3 червня 2022.
4. ↑  Gemeindedaten von Wattens. Архів оригіналу за 1 січня 2016. Процитовано 16 липня 2013.

| Австрія | Це незавершена стаття з географії Австрії. Ви можете допомогти проєкту, виправивши або дописавши її. |